# Conocimiento de embarque

Símbolo del conocimiento de embarque

Un conocimiento de embarque  o B/L (por sus iniciales en inglés, Bill of Lading) es un documento propio del transporte marítimo que se utiliza en el marco de un contrato de transporte de las mercancías en un buque en línea regular. La finalidad de este documento es establecer las reglas de la relación contractual entre el cargador, el consignatario (o destinatario) y el transportista, dando confianza a cada parte respecto al comportamiento de las otras.
El transporte de mercancías en régimen de conocimiento de embarque está regulado por el Convenio de Bruselas de 1924, que ha sido modificado por las Reglas de La Haya—Visby de 1968 y, más recientemente por las Reglas de Hamburgo de 1978, estas últimas elaboradas por UNCITRAL.

## Valor del conocimiento de embarque
Este documento que expide el transportador marítimo —generalmente, una compañía naviera o un transitario— sirve:
- como certificación de que ha tomado a su cargo la mercancía para entregarla, contra la presentación del mismo en el punto de destino, a quien figure como consignatario de esta o a quien la haya adquirido por endoso total o parcial,
- como constancia del flete convenido
- como representativo del contrato de fletamento en ciertos casos.

Si el conocimiento de embarque se ha emitido «a la orden» es un documento negociable que permite transferir la propiedad de la mercancía. El conocimiento de embarque a la orden es el más utilizado en los créditos documentarios ya que la entidad financiera figura como consignatario de la carga y endosa la documentación a su cliente, el importador (y comprador) de la mercancía.
Además de «a la orden», el conocimiento de embarque puede emitirse «al portador» (el propietario de la mercancía no queda identificado) y «nominativo» (a nombre de una persona física o jurídica, que recogerá la mercancía cuando se identifique y presente un original del conocimiento de embarque). Se trata, por tanto, de un documento con fuerza de título valor.

## Datos requeridos en un conocimiento de embarque

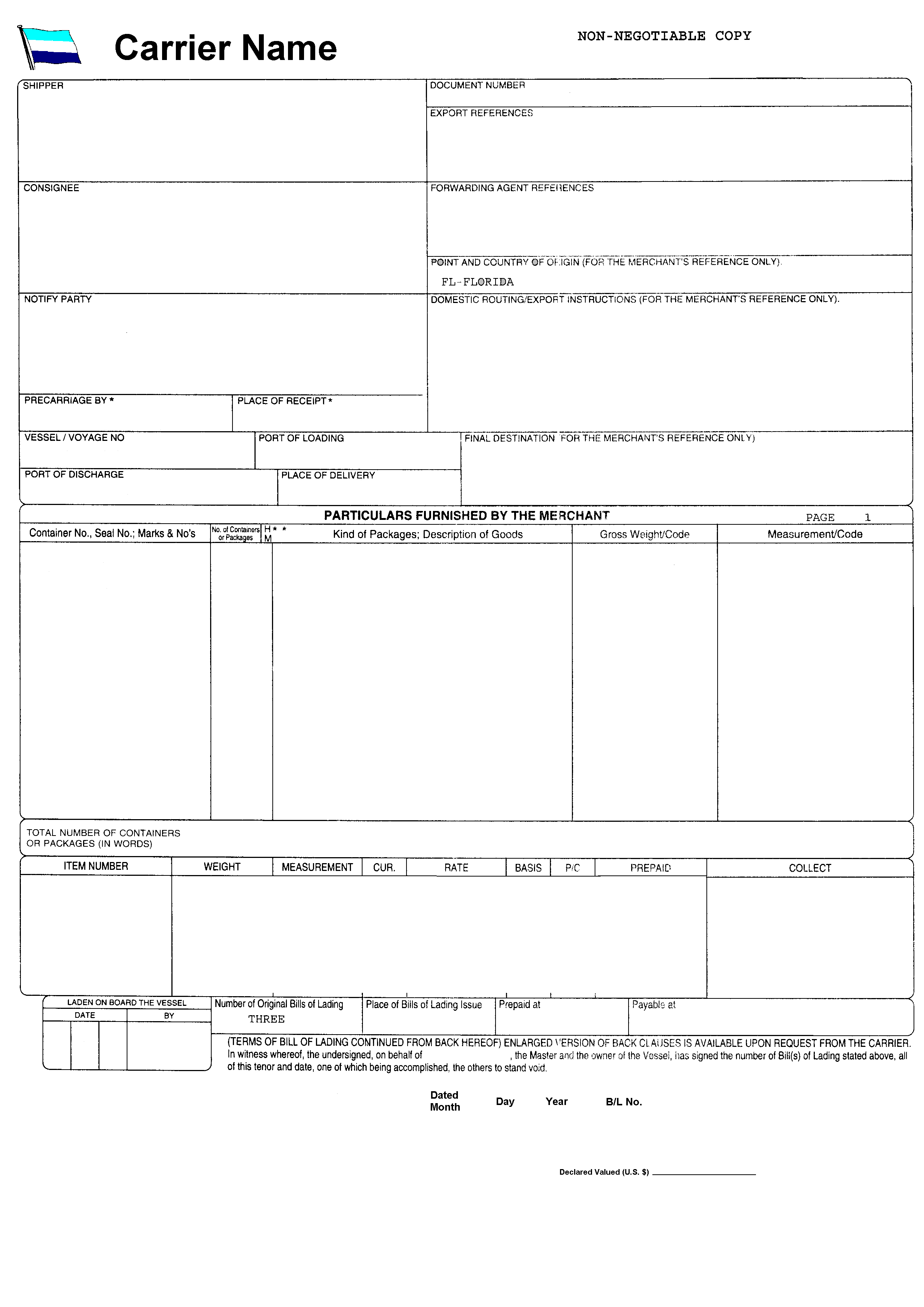
Conocimiento de embarque internacional

En el conocimiento de embarque deben aparecer el nombre, número de viaje del buque, puertos de carga y descarga, nombre del remitente y del consignatario, descripción detallada de las mercancías, la cantidad o el peso, el número de bultos y su estado aparente.
También refleja el importe del flete (coste del transporte por vía marítima), los recargos del flete (costos asociados al transporte, en inglés surcharges), la moneda con la cual se ha calculado esta cifra y si el flete se ha abonado en origen (freight prepaid) o si se trata de un flete pagadero en destino (freight collect).

## Expedidor del conocimiento de embarque
Los conocimientos de embarque de la carga consolidada los expide el agente de carga internacional, transitario o NVOCC (por sus iniciales en inglés: Non-Vessel Operating Common Carrier). En tal caso llevan el nombre de «conocimiento de embarque hijo» (en inglés House Bill of Lading), siendo el «conocimiento de embarque madre» (en inglés, Master Bill of Lading) el que expide el transportista marítimo efectivo (la naviera que realiza el transporte).  
En ambos casos, el B/L puede adquirir la forma de un documento físico en papel, siendo emitidos 3 B/L originales y copias no negociables, como también puede adoptar la forma de las variantes virtuales como ser telex release y/o express release.  

## Conocimiento de embarque marítimo, SWB
Sus iniciales provienen del inglés, Sea Waybill, y se diferencia de un conocimiento de embarque B/L en que no transmite la propiedad de la mercancía, solamente demuestra que se ha realizado una operación de transporte por barco. No transmite la propiedad de la mercancía porque no se le atribuye la fuerza de un título valor. El conocimiento de embarque SWB puede transmitirse electrónicamente.

## El conocimiento de embarque en España
En España, el transporte marítimo por conocimiento de embarque está regulado en la Ley de 22 de diciembre de 1949 de Transporte marítimo de mercancías en régimen de conocimiento de embarque, y en los artículos 246 a 266 de la Ley 14/2014, de 24 de julio, de Navegación Marítima.

## El conocimiento de embarque en Venezuela
Ley de Comercio Marítimo (2001). Rige toda la materia relacionada con el transporte por agua y en especial establece los requisitos, características y condiciones que debe reunir el Conocimiento de Embarque.

## Reglas internacionales sobre conocimientos de embarque
- Multiwaybill 95 (Multimodal Transport Waybill)
- Multidoc 95 ( Multimodal transport bill of lading)
- Combiconwaybilll (Combined Transport Sea Waybill)
- Combicomwaybill (Combined transport bill of lading)
- Conlinebill (Liner bill of lading)
- Congebill (Charter parties bill of lading)
- Gencon (The baltic and international maritime council uniform general charter)
- Baltime (The baltic and international maritime conference uniform time charter)
- CMI Rules for electronic bills of lading
- CMI Uniform rules for sea waybills
- FIATA multimodal bill of lading
- FIATA certificate of receipt
- FIATA Forwarding agents certificates of transport
- FIATA Multimodal bill of lading
- FWR FIATA Warehouse receipts
- FIATA model rules for freight forwarding services
- Non negotiable waybill
- Orgalime S 20000
- UNIDROIT Principles of International Commercial Contracts
- OTT Convention
- Bimco Coppenhagen
- UNCTAD/ICC Rules for multimodal Transport Documents
- UNIDROIT TCM (Transport Combiné des Marchandises)
- Bill of Lading Convention (Reglas de La Haya)
- Reglas Haya/Visby sobre B/L
- Hamburg Rules
- York/Antwerp Rules
- Institute Cargo Clauses